# UEFA Europa League 2009-2010 (fase a gironi)

## Gruppi
| Gruppo A                                          | Gruppo B                                  | Gruppo C                                            |
| ------------------------------------------------- | ----------------------------------------- | --------------------------------------------------- |
| - Ajax - Anderlecht - Dinamo Zagabria - Timișoara | - Valencia - Lilla - Slavia Praga - Genoa | - Amburgo - Celtic - Hapoel Tel Aviv - Rapid Vienna |

| Gruppo D                                             | Gruppo E                               | Gruppo F                                                     |
| ---------------------------------------------------- | -------------------------------------- | ------------------------------------------------------------ |
| - Sporting - Heerenveen - Hertha Berlino - Ventspils | - Roma - Basilea - Fulham - CSKA Sofia | - Panathinaikos - Galatasaray - Dinamo Bucarest - Sturm Graz |

| Gruppo G                                         | Gruppo H                                                   | Gruppo I                               |
| ------------------------------------------------ | ---------------------------------------------------------- | -------------------------------------- |
| - Villarreal - Lazio - Levski Sofia - Salisburgo | - Steaua Bucarest - Fenerbahçe - Twente - Sheriff Tiraspol | - Benfica - Everton - AEK Atene - BATE |

| Gruppo J                                    | Gruppo K                                     | Gruppo L                                                     |
| ------------------------------------------- | -------------------------------------------- | ------------------------------------------------------------ |
| - Šachtar - Club Bruges - Partizan - Tolosa | - PSV - Copenaghen - Sparta Praga - CFR Cluj | - Werder Brema - Austria Vienna - Athletic Bilbao - Nacional |

### Gruppo A
| Squadra         | PT | G | V | N | P | F | S | DR |
| --------------- | -- | - | - | - | - | - | - | -- |
| Anderlecht      | 11 | 6 | 3 | 2 | 1 | 9 | 4 | +5 |
| Ajax            | 11 | 6 | 3 | 2 | 1 | 8 | 6 | +2 |
| Dinamo Zagabria | 6  | 6 | 2 | 0 | 4 | 6 | 8 | -2 |
| Timișoara       | 5  | 6 | 1 | 2 | 3 | 4 | 9 | -5 |

#### Risultati
| Amsterdam 17 settembre 2009, ore 19:00 CEST | Ajax  | 0 – 0 referto | Timișoara | Amsterdam ArenA (25.391 spett.)\| Arbitro: \| Yefet \| |
| Arbitro:                                    | Yefet |               |           |                                                        |

| Arbitro: | Szabo |

|  |           |                          |
|  | Marcatori | 74’ Bernárdez 88’ Legear |

| Arbitro: | Jakobsson |

|            |           |               |
| Legear 85’ | Marcatori | 72’ Rommedahl |

| Arbitro: | Rasmussen |

|  |           |                                  |
|  | Marcatori | 8’ Badelj 52’ Sammir 59’ Morales |

| Timișoara 22 ottobre 2009, ore 21:05 CEST | Timișoara | 0 – 0 referto | Anderlecht | Dan Păltinișanu (10.000 spett.)\| Arbitro: \| Circhetta \| |
| Arbitro:                                  | Circhetta |               |            |                                                            |

| Arbitro: | Einwaller |

|                                |           |               |
| Suárez 3’ (rig.) Rommedahl 81’ | Marcatori | 90+3’ Tomečak |

| Arbitro: | Chapron |

|                                              |           |           |
| Suárez 30’ (rig.) Boussoufa 69’ Legear 90+5’ | Marcatori | 51’ Parks |

| Arbitro: | Dean |

|  |           |                             |
|  | Marcatori | 13’ Pantelić 45+1’ de Zeeuw |

| Arbitro: | Tagliavento |

|         |           |                        |
| Goga 2’ | Marcatori | 8’ Suárez 46’ Pantelić |

| Arbitro: | McDonald |

|  |           |              |
|  | Marcatori | 57’ Slepička |

| Arbitro: | Çakır |

|                |           |                           |
| Emanuelson 77’ | Marcatori | 13’ 22’ Lukaku 43’ Legear |

| Arbitro: | Velasco Carballo |

|                    |           |                    |
| Scutaru 80’ (aut.) | Marcatori | 67’ Bucur 84’ Goga |

### Gruppo B
| Squadra      | PT | G | V | N | P | F  | S  | DR |
| ------------ | -- | - | - | - | - | -- | -- | -- |
| Valencia     | 12 | 6 | 3 | 3 | 0 | 12 | 8  | +4 |
| Lilla        | 10 | 6 | 3 | 1 | 2 | 15 | 9  | +6 |
| Genoa        | 7  | 6 | 2 | 1 | 3 | 8  | 10 | -2 |
| Slavia Praga | 3  | 6 | 0 | 3 | 3 | 5  | 13 | -8 |

#### Risultati
| Arbitro: | Tudor |

|              |           |          |
| Gervinho 86’ | Marcatori | 78’ Mata |

| Arbitro: | De Sousa |

|                       |           |  |
| Zapater 4’ Sculli 39’ | Marcatori |  |

| Arbitro: | Schörgenhofer |

|                  |           |                                                           |
| Belaid 6’ (rig.) | Marcatori | 47’ (aut.) Vomáčka 71’ Frau 85’ 90+1’ Gervinho 88’ Suquet |

| Arbitro: | Çakır |

|                                      |           |                                |
| Silva 52’ Žigić 56’ Villa 82’ (rig.) | Marcatori | 43’ Floccari 64’ (rig.) Kharja |

| Arbitro: | Gumienny |

|             |           |            |
| Navarro 63’ | Marcatori | 28’ Naumov |

| Arbitro: | Ceferin |

|                                    |           |  |
| Obraniak 38’ Vittek 63’ Hazard 84’ | Marcatori |  |

| Arbitro: | Moen |

|                        |           |                               |
| Janda 79’ Grajciar 82’ | Marcatori | 22’ (rig.) Joaquín 47’ Maduro |

| Arbitro: | Nijhuis |

|                                     |           |                       |
| Palacio 14’ Crespo 58’ Sculli 90+3’ | Marcatori | 76’ Frau 84’ Gervinho |

| Arbitro: | Dean |

|                         |           |             |
| Joaquín 3’ 32’ Mata 52’ | Marcatori | 90’ Chedjou |

| Praga 2 dicembre 2009, ore 21:05 CET | Slavia Praga | 0 – 0 referto | Genoa | Eden (9.443 spett.)\| Arbitro: \| Knut Kircher \| |
| Arbitro:                             | Knut Kircher |               |       |                                                   |

| Arbitro: | Kaasik |

|                                      |           |           |
| Cabaye 25’ Gervinho 40’ Obraniak 80’ | Marcatori | 56’ Vlček |

| Arbitro: | Kelly |

|            |           |                                |
| Crespo 51’ | Marcatori | 45+1’ Bruno Saltor 90+5’ Villa |

### Gruppo C
| Squadra         | PT | G | V | N | P | F  | S  | DR |
| --------------- | -- | - | - | - | - | -- | -- | -- |
| Hapoel Tel Aviv | 12 | 6 | 4 | 0 | 2 | 13 | 8  | +5 |
| Amburgo         | 10 | 6 | 3 | 1 | 2 | 7  | 6  | +1 |
| Celtic          | 6  | 6 | 1 | 3 | 2 | 7  | 7  | 0  |
| Rapid Vienna    | 5  | 6 | 1 | 2 | 3 | 8  | 14 | -6 |

#### Risultati
| Arbitro: | Allaerts |

|                        |           |             |
| Vučićević 75’ Lala 88’ | Marcatori | 25’ Samaras |

| Arbitro: | Bebek |

|                                    |           |  |
| Hofmann 35’ Jelavić 44’ Drazan 76’ | Marcatori |  |

| Arbitro: | Vad |

|                                     |           |                         |
| Berg 5’ 12’ Elia 40’ Zé Roberto 78’ | Marcatori | 37’ Shechter 62’ Yeboah |

| Arbitro: | Paixao |

|              |           |            |
| McDonald 21’ | Marcatori | 4’ Jelavić |

| Arbitro: | Rocchi |

|  |           |          |
|  | Marcatori | 63’ Berg |

| Arbitro: | Jakobsson |

|                                                                        |           |             |
| Dober 30’ (aut.) Menteshashvili 54’ Shechter 59’ Vermouth 69’ Lala 90’ | Marcatori | 31’ Hofmann |

| Amburgo 5 novembre 2009, ore 19:00 CET | Amburgo  | 0 – 0 referto | Celtic | HSH Nordbank Arena (45.037 spett.)\| Arbitro: \| Carballo \| |
| Arbitro:                               | Carballo |               |        |                                                              |

| Arbitro: | Skjerven |

|  |           |                                   |
|  | Marcatori | 13’ Yadin 65’ Vermouth 70’ Natcho |

| Arbitro: | Asumaa |

|                        |           |  |
| Samaras 22’ Robson 68’ | Marcatori |  |

| Arbitro: | Nijhuis |

|                     |           |  |
| Jansen 47’ Berg 53’ | Marcatori |  |

| Arbitro: | Nikolaev |

|            |           |  |
| Yeboah 23’ | Marcatori |  |

| Arbitro: | Malek |

|                          |           |                               |
| Jelavić 1’ 8’ Salihi 19’ | Marcatori | 24’ 67’ Fortuné 90+1’ McGowan |

### Gruppo D
| Squadra          | PT | G | V | N | P | F  | S  | DR |
| ---------------- | -- | - | - | - | - | -- | -- | -- |
| Sporting Lisbona | 11 | 6 | 3 | 2 | 1 | 8  | 6  | +2 |
| Hertha Berlino   | 10 | 6 | 3 | 1 | 2 | 6  | 5  | +1 |
| Heerenveen       | 8  | 6 | 2 | 2 | 2 | 11 | 7  | +4 |
| Ventspils        | 3  | 6 | 0 | 3 | 3 | 3  | 10 | -7 |

#### Risultati
| Arbitro: | Kelly |

|              |           |             |
| Piszczek 34’ | Marcatori | 48’ Gauračs |

| Arbitro: | Nikolaev |

|                        |           |                     |
| Sibon 12’ Dingsdag 77’ | Marcatori | 17’ 40’ 88’ Liédson |

| Arbitro: | Gumienny |

|           |           |  |
| Silva 18’ | Marcatori |  |

| Riga 1º ottobre 2009, ore 21:05 CEST | Ventspils | 0 – 0 referto | Heerenveen | Skonto (3.500 spett.)\| Arbitro: \| Oriekhov \| |
| Arbitro:                             | Oriekhov  |               |            |                                                 |

| Arbitro: | Kever |

|                    |           |                                    |
| Laizāns 64’ (rig.) | Marcatori | 6’ Miguel Veloso 85’ João Moutinho |

| Arbitro: | Kapitanis |

|  |           |            |
|  | Marcatori | 36’ Losada |

| Arbitro: | Stavrev |

|                    |           |               |
| Carlos Saleiro 22’ | Marcatori | 15’ Zamperini |

| Arbitro: | Balaj |

|                    |           |                                       |
| Papadopulos 4’ 36’ | Marcatori | 41’ 52’ Domovchiyski 90+1’ Wichniarek |

| Arbitro: | Vad |

|  |           |             |
|  | Marcatori | 12’ Raffael |

| Arbitro: | Kralovec |

|             |           |             |
| Grimi 90+1’ | Marcatori | 47’ Assaidi |

| Arbitro: | Kulbakov |

|           |           |  |
| Kačar 70’ | Marcatori |  |

| Arbitro: | Schörgenhofer |

|                                                |           |  |
| Väyrynen 55’ Elm 58’ Sibon 77’ 78’ Janmaat 88’ | Marcatori |  |

### Gruppo E
| Squadra    | PT | G | V | N | P | F  | S  | DR  |
| ---------- | -- | - | - | - | - | -- | -- | --- |
| Roma       | 13 | 6 | 4 | 1 | 1 | 10 | 5  | +5  |
| Fulham     | 11 | 6 | 3 | 2 | 1 | 8  | 6  | +2  |
| Basilea    | 9  | 6 | 3 | 0 | 3 | 10 | 7  | +3  |
| CSKA Sofia | 1  | 6 | 0 | 1 | 5 | 2  | 12 | -10 |

#### Risultati
| Arbitro: | Ceferin |

|            |           |            |
| Michel 62’ | Marcatori | 65’ Kamara |

| Arbitro: | Velasco Carballo |

|                            |           |  |
| Carlitos 11’ Almerares 87’ | Marcatori |  |

| Arbitro: | Hrinak |

|                              |           |  |
| Okaka Chuka 20’ Perrotta 23’ | Marcatori |  |

| Arbitro: | Weiner |

|            |           |  |
| Murphy 57’ | Marcatori |  |

| Arbitro: | Allaerts |

|               |           |                 |
| Hangeland 24’ | Marcatori | 90+3’ Andreolli |

| Arbitro: | De Sousa |

|  |           |              |
|  | Marcatori | 20’ 63’ Frei |

| Arbitro: | Blom |

|                           |           |                   |
| Riise 69’ Okaka Chuka 76’ | Marcatori | 19’ (rig.) Kamara |

| Arbitro: | Oriekhov |

|                                  |           |             |
| Gelabert 35’ Frei 41’ (rig.) 67’ | Marcatori | 61’ Yanchev |

| Arbitro: | Balaj |

|          |           |  |
| Gera 15’ | Marcatori |  |

| Arbitro: | Chapron |

|                              |           |            |
| Totti 32’ (rig.) Vučinić 59’ | Marcatori | 18’ Huggel |

| Arbitro: | Stavrev |

|  |           |                              |
|  | Marcatori | 45+1’ 52’ Cerci 89’ Scardina |

| Arbitro: | Ingvarsson |

|                              |           |                         |
| Frei 64’ (rig.) Streller 87’ | Marcatori | 42’ 45’ Zamora 77’ Gera |

### Gruppo F
| Squadra         | PT | G | V | N | P | F  | S  | DR |
| --------------- | -- | - | - | - | - | -- | -- | -- |
| Galatasaray     | 13 | 6 | 4 | 1 | 1 | 12 | 4  | +8 |
| Panathīnaïkos   | 12 | 6 | 4 | 0 | 2 | 7  | 4  | +3 |
| Dinamo Bucarest | 6  | 6 | 2 | 0 | 4 | 4  | 12 | -8 |
| Sturm Graz      | 4  | 6 | 1 | 1 | 4 | 3  | 6  | -3 |

#### Risultati
| Arbitro: | Tagliavento |

|                 |           |                                        |
| Salpingidis 78’ | Marcatori | 5’ Elano 48’ Baroš 58’ (aut.) Sarriegi |

| Arbitro: | Asumaa |

|  |           |           |
|  | Marcatori | 80’ Tamaș |

| Arbitro: | Fernandez |

|  |           |                |
|  | Marcatori | 79’ Karagounis |

| Arbitro: | Nijhuis |

|           |           |                |
| Baroš 63’ | Marcatori | 45+1’ Beichler |

| Arbitro: | Ingvarsson |

|                                           |           |             |
| Kewell 32’ Nonda 42’ 46’ Elano 58’ (rig.) | Marcatori | 61’ Boștină |

| Arbitro: | Rasmussen |

|                        |           |  |
| Salpingidis 60’ (rig.) | Marcatori |  |

| Arbitro: | Weiner |

|  |           |                                       |
|  | Marcatori | 22’ Kewell 24’ Nonda 55’ Mehmet Topal |

| Arbitro: | Kralovec |

|  |           |                 |
|  | Marcatori | 70’ Katsouranis |

| Arbitro: | Bebek |

|                           |           |  |
| Gilberto Silva 50’ (aut.) | Marcatori |  |

| Arbitro: | Paixão |

|                 |           |                |
| Niculae 41’ 57’ | Marcatori | 5’ Sonnleitner |

| Arbitro: | Kevin Blom |

|                            |           |  |
| Cissé 80’ 85’ Rukavina 54’ | Marcatori |  |

| Arbitro: | Darko Ceferin |

|              |           |  |
| Beichler 21’ | Marcatori |  |

### Gruppo G
| Squadra      | PT | G | V | N | P | F | S  | DR |
| ------------ | -- | - | - | - | - | - | -- | -- |
| Salisburgo   | 18 | 6 | 6 | 0 | 0 | 9 | 2  | +7 |
| Villarreal   | 9  | 6 | 3 | 0 | 3 | 8 | 6  | +2 |
| Lazio        | 6  | 6 | 2 | 0 | 4 | 9 | 10 | -1 |
| Levski Sofia | 3  | 6 | 1 | 0 | 5 | 1 | 8  | -7 |

#### Risultati
| Arbitro: | Ennjimi |

|            |           |                          |
| Foggia 59’ | Marcatori | 82’ Schiemer 90+3’ Janko |

| Arbitro: | Dean |

|            |           |  |
| Nilmar 72’ | Marcatori |  |

| Arbitro: | Ivanov |

|  |           |                                                  |
|  | Marcatori | 22’ Matuzalém 45+1’ Zárate 67’ Meghni 74’ Rocchi |

| Arbitro: | Kapitanis |

|                      |           |  |
| Janko 21’ Tchoyi 84’ | Marcatori |  |

| Arbitro: | Kaasik |

|              |           |  |
| Švento 45+2’ | Marcatori |  |

| Arbitro: | Bebek |

|                         |           |            |
| Zárate 20’ Rocchi 90+2’ | Marcatori | 40’ Eguren |

| Arbitro: | Çakır |

|  |           |                |
|  | Marcatori | 90+3’ Schiemer |

| Arbitro: | Kircher |

|                                               |           |            |
| Pirès 2’ 15’ (rig.) Cani 13’ Rossi 83’ (rig.) | Marcatori | 72’ Zárate |

| Arbitro: | Tudor |

|                        |           |            |
| Afolabi 52’ Tchoyi 78’ | Marcatori | 57’ Foggia |

| Arbitro: | Allaerts |

|  |           |                     |
|  | Marcatori | 37’ Rossi 84’ Senna |

| Arbitro: | Collum |

|  |           |           |
|  | Marcatori | 60’ Jovov |

| Arbitro: | Hrinak |

|  |           |           |
|  | Marcatori | 7’ Švento |

### Gruppo H
| Squadra          | PT | G | V | N | P | F | S | DR |
| ---------------- | -- | - | - | - | - | - | - | -- |
| Fenerbahçe       | 15 | 6 | 5 | 0 | 1 | 8 | 3 | +5 |
| Twente           | 8  | 6 | 2 | 2 | 2 | 5 | 6 | -1 |
| Sheriff Tiraspol | 5  | 6 | 1 | 2 | 3 | 4 | 5 | -1 |
| Steaua Bucarest  | 4  | 6 | 0 | 4 | 2 | 3 | 6 | -3 |

#### Risultati
| Bucarest 17 settembre 2009, ore 21:05 CEST | Steaua Bucarest | 0 – 0 referto | Sheriff Tiraspol | Ghencea\| Arbitro: \| Kralovec \| |
| Arbitro:                                   | Kralovec        |               |                  |                                   |

| Arbitro: | Circhetta |

|                  |           |               |
| Mehmet Topuz 71’ | Marcatori | 75’ 80’ Nkufo |

| Enschede 1º ottobre 2009, ore 19:00 CEST | Twente | 0 – 0 referto | Steaua Bucarest | De Grolsch Veste\| Arbitro: \| Rocchi \| |
| Arbitro:                                 | Rocchi |               |                 |                                          |

| Arbitro: | Stavrev |

|  |           |          |
|  | Marcatori | 53’ Alex |

| Arbitro: | Asumaa |

|                        |           |  |
| Balima 41’ Jymmy 90+4’ | Marcatori |  |

| Arbitro: | McDonald |

|  |           |                 |
|  | Marcatori | 59’ Kazım Kazım |

| Arbitro: | Kulbakov |

|              |           |                  |
| Stoch 7’ 89’ | Marcatori | 68’ (aut.) Tioté |

| Arbitro: | Einwaller |

|                                      |           |               |
| André Santos 15’ Bilica 51’ Alex 67’ | Marcatori | 38’ Kapetanos |

| Arbitro: | Skjerven |

|              |           |               |
| Diedhiou 83’ | Marcatori | 87’ Juan Toja |

| Arbitro: | Fernández |

|  |           |            |
|  | Marcatori | 71’ Lugano |

| Arbitro: | De Sousa |

|               |           |          |
| Kapetanos 18’ | Marcatori | 35’ Stam |

| Arbitro: | Szabo |

|           |           |  |
| Boral 15’ | Marcatori |  |

### Gruppo I
| Squadra      | PT | G | V | N | P | F  | S  | DR  |
| ------------ | -- | - | - | - | - | -- | -- | --- |
| Benfica      | 15 | 6 | 5 | 0 | 1 | 13 | 3  | +10 |
| Everton      | 9  | 6 | 3 | 0 | 3 | 7  | 9  | -2  |
| BATĖ Borisov | 7  | 6 | 2 | 1 | 3 | 7  | 9  | -2  |
| AEK Atene    | 4  | 6 | 1 | 1 | 4 | 6  | 10 | -4  |

#### Risultati
| Arbitro: | Kircher |

|                            |           |  |
| Nuno Gomes 36’ Cardozo 41’ | Marcatori |  |

| Arbitro: | Malek |

|                                        |           |  |
| Yobo 10’ Distin 17’ Pienaar 37’ Jô 82’ | Marcatori |  |

| Arbitro: | Johannesson |

|                 |           |  |
| Majstorovic 43’ | Marcatori |  |

| Arbitro: | Balaj |

|                  |           |                         |
| Likhtarovich 16’ | Marcatori | 68’ Fellaini 77’ Cahill |

| Arbitro: | Szabo |

|                        |           |                   |
| Pavlov 51’ Alumona 85’ | Marcatori | 31’ (rig.) Blanco |

| Arbitro: | Ivanov |

|                                                  |           |  |
| Saviola 14’ 83’ Óscar Cardozo 47’ 48’ Luisão 52’ | Marcatori |  |

| Arbitro: | Yefet |

|                       |           |                          |
| Blanco 1’ Manduca 38’ | Marcatori | 17’ Rodionov 26’ Volodko |

| Arbitro: | Ennjimi |

|  |           |                         |
|  | Marcatori | 63’ Saviola 76’ Cardozo |

| Arbitro: | Einwaller |

|                         |           |                                |
| Miguel Vítor 68’ (aut.) | Marcatori | 46’ Saviola 63’ Fábio Coentrão |

| Arbitro: | Circhetta |

|  |           |                  |
|  | Marcatori | 6’ Bilyaletdinov |

| Arbitro: | Rocchi |

|                  |           |            |
| Di María 45’ 73’ | Marcatori | 84’ Blanco |

| Arbitro: | Dereli |

|  |           |              |
|  | Marcatori | 75’ Yurevich |

### Gruppo J
| Squadra     | PT | G | V | N | P | F  | S  | DR  |
| ----------- | -- | - | - | - | - | -- | -- | --- |
| Šachtar     | 13 | 6 | 4 | 1 | 1 | 14 | 3  | +11 |
| Club Bruges | 10 | 6 | 4 | 1 | 1 | 10 | 8  | +2  |
| Tolosa      | 7  | 6 | 2 | 1 | 3 | 6  | 12 | -6  |
| Partizan    | 3  | 6 | 1 | 0 | 5 | 6  | 14 | -8  |

#### Risultati
| Arbitro: | Ingvarsson |

|              |           |                                             |
| Geraerts 62’ | Marcatori | 11’ Gai 19’ Willian 35’ Srna 75’ Kravchenko |

| Arbitro: | Dereli |

|                       |           |                            |
| Krstajić 23’ Cléo 76’ | Marcatori | 30’ 38’ Sirieix 49’ Devaux |

| Arbitro: | Kever |

|                        |           |                          |
| Sissoko 54’ Gignac 84’ | Marcatori | 52’ Akpala 90+4’ Perišić |

| Arbitro: | Collum |

|                                                       |           |            |
| Lomić 24’ (aut.) Adriano 39’ Jádson 54’ Rakitskiy 67’ | Marcatori | 86’ Ljajić |

| Arbitro: | Paixao |

|                                                     |           |  |
| Fernandinho 7’ (rig.) Adriano 24’ 56’ Hübschman 38’ | Marcatori |  |

| Arbitro: | Dean |

|                                 |           |  |
| Perišić 4’ Brežančić 58’ (aut.) | Marcatori |  |

| Arbitro: | Fernandez |

|  |           |                          |
|  | Marcatori | 49’ Luiz Adriano 63’ Haj |

| Arbitro: | Schörgenhofer |

|                           |           |                                          |
| Ljajić 52’ Washington 66’ | Marcatori | 28’ Perišić 36’ 57’ Kouemaha 74’ Odjidja |

| Donec'k 3 dicembre 2009, ore 19:00 CET | Šachtar | 0 – 0 referto | Club Bruges | Donbas Arena\| Arbitro: \| Szabo \| |
| Arbitro:                               | Szabo   |               |             |                                     |

| Arbitro: | Jakobsson |

|             |           |  |
| Braaten 54’ | Marcatori |  |

| Arbitro: | Moen |

|               |           |  |
| Perišić 90+3’ | Marcatori |  |

| Arbitro: | Weiner |

|           |           |  |
| Diarra 6’ | Marcatori |  |

### Gruppo K
| Squadra      | PT | G | V | N | P | F | S  | DR |
| ------------ | -- | - | - | - | - | - | -- | -- |
| PSV          | 14 | 6 | 4 | 2 | 0 | 8 | 3  | +5 |
| Copenaghen   | 10 | 6 | 3 | 1 | 2 | 7 | 4  | +3 |
| Sparta Praga | 7  | 6 | 2 | 1 | 3 | 7 | 9  | -2 |
| CFR Cluj     | 3  | 6 | 1 | 0 | 5 | 4 | 10 | -6 |

#### Risultati
| Arbitro: | McDonald |

|                      |           |                |
| Hubník 76’ Zeman 87’ | Marcatori | 80’ 90+1’ Reis |

| Arbitro: | Kulbakov |

|                      |           |  |
| Culio 53’ Traoré 75’ | Marcatori |  |

| Arbitro: | Kaasik |

|            |           |  |
| N'Doye 25’ | Marcatori |  |

| Arbitro: | Skjerven |

|           |           |  |
| Bakkal 9’ | Marcatori |  |

| Arbitro: | Kelly |

|          |           |  |
| Reis 72’ | Marcatori |  |

| Arbitro: | Nikolaev |

|                      |           |  |
| Kucka 15’ Hubník 32’ | Marcatori |  |

| Arbitro: | Hrinak |

|                     |           |               |
| Grønkjær 40’ (rig.) | Marcatori | 72’ Dzsudzsák |

| Arbitro: | Dereli |

|                            |           |                               |
| Traoré 25’ Dubarbier 90+1’ | Marcatori | 6’ 13’ Holenda 90+5’ Wilfried |

| Arbitro: | Ingvarsson |

|            |           |  |
| Reis 90+1’ | Marcatori |  |

| Arbitro: | Ceferin |

|                         |           |  |
| Vingaard 37’ N'Doye 43’ | Marcatori |  |

| Arbitro: | Kever |

|  |           |                                    |
|  | Marcatori | 22’ 30’ N'Doye 54’ (rig.) Grønkjær |

| Arbitro: | Ennjimi |

|  |           |                                |
|  | Marcatori | 19’ (rig.) Lazović 68’ Amrabat |

### Gruppo L
| Squadra         | PT | G | V | N | P | F  | S  | DR  |
| --------------- | -- | - | - | - | - | -- | -- | --- |
| Werder Brema    | 16 | 6 | 5 | 1 | 0 | 17 | 6  | +11 |
| Athletic Bilbao | 10 | 6 | 3 | 1 | 2 | 10 | 8  | +2  |
| Nacional        | 5  | 6 | 1 | 2 | 3 | 11 | 12 | -1  |
| Austria Vienna  | 2  | 6 | 0 | 2 | 4 | 4  | 16 | -12 |

#### Risultati
| Arbitro: | Blom |

|                                    |           |  |
| Llorente 8’ (rig.) 24’ Muniain 56’ | Marcatori |  |

| Arbitro: | Moen |

|                        |           |                                   |
| Lopes 68’ Halliche 75’ | Marcatori | 39’ (rig.) Frings 55’ 85’ Pizarro |

| Arbitro: | Tudor |

|                                 |           |                |
| Hunt 18’ Naldo 41’ Frings 90+4’ | Marcatori | 90+1’ Llorente |

| Arbitro: | Chapron |

|                |           |                  |
| Schumacher 76’ | Marcatori | 35’ Rúben Micael |

| Arbitro: | Tagliavento |

|                             |           |                 |
| Sulimani 73’ Schumacher 87’ | Marcatori | 19’ 63’ Pizarro |

| Arbitro: | Vad |

|                             |           |                  |
| Etxeberria 67’ Llorente 86’ | Marcatori | 42’ Rúben Micael |

| Arbitro: | Johannesson |

|                          |           |  |
| Borowski 81’ Almeida 84’ | Marcatori |  |

| Arbitro: | Collum |

|                  |           |                       |
| Edgar 64’ (rig.) | Marcatori | 85’ (rig.) Etxeberria |

| Arbitro: | Moen |

|  |           |                               |
|  | Marcatori | 19’ 84’ Llorente 62’ San José |

| Arbitro: | Yefet |

|                                          |           |            |
| Rosenberg 31’ 34’ Moreno 84’ Marin 90+2’ | Marcatori | 61’ Micael |

| Arbitro: | Gumienny |

|  |           |                                     |
|  | Marcatori | 13’ Pizarro 20’ Naldo 36’ Rosenberg |

| Arbitro: | Kapitanis |

|                                                                |           |                |
| Rúben Micael 23’ 57’ Mateus 32’ Tomašević 61’ Felipe Lopes 66’ | Marcatori | 21’ Schumacher |